# Hustadvika

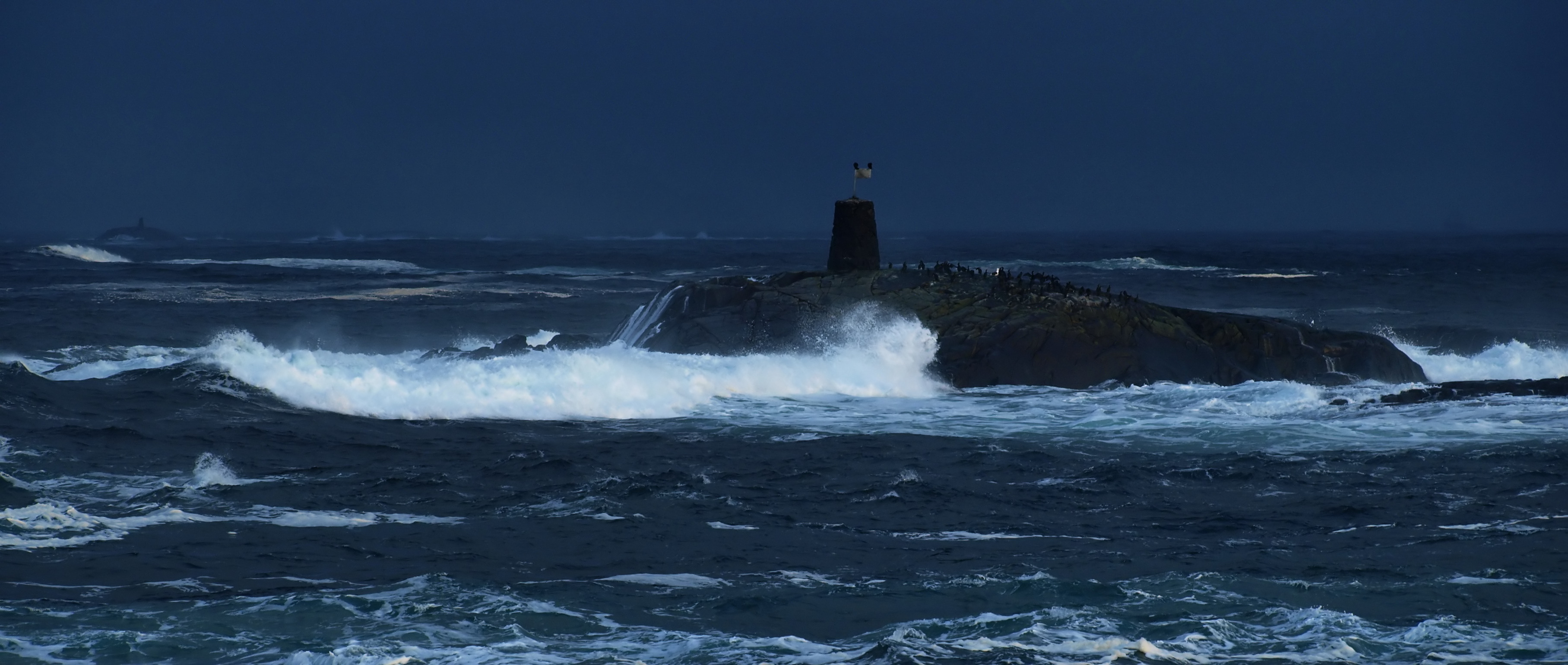
Sturm in der Hustadvika

Die Hustadvika ist ein 10 Seemeilen (19 km) langer Abschnitt der norwegischen Küste vor der Kommune Hustadvika im Romsdal, die ihren Namen übernommen hat. Die Schiffsroute zwischen Molde und Kristiansund führt durch die Hustadvika. Das Gebiet ist seicht und weist zahlreiche kleine Inseln und Riffe auf. Zur Hustadvika gehören die Gewässer vor Bud und Bjørnsund im Südwesten sowie Hustad und Kvitholmen im Nordosten.
In der Hustadvika, einem der gefährlichsten Abschnitte der norwegischen Küste, haben sich zahlreiche Schiffsunfälle ereignet.

## Ereignisse
Die norwegischen Behörden prüfen, ob die Fahrt mit einem Motor in dem Seegebiet zu verantworten ist.
- 2019 mussten dort das Kreuzfahrtschiff Viking Sky[4] sowie das Frachtschiff Hagland Captain, jeweils aufgrund Maschinenschadens und stürmischer See, evakuiert bzw. mit Schleppern geborgen werden.[5]
- Im August 2021 geriet die Kong Harald für kurze Zeit aufgrund Maschinenschadens in Seenot, konnte das allerdings mit Bordmitteln beheben.[6]